# Mariano Bogliacino
Mariano Bogliacino, vollständiger Name Mariano Adrián Bogliacino Hernández, (* 2. Juni 1980 in Colonia del Sacramento) ist ein uruguayischer ehemaliger Fußballspieler.

## Vereinskarriere

### Karrierestart in Uruguay
Der Mittelfeldakteur begann seine Karriere in der uruguayischen Heimat in den Jugendmannschaften von Plaza Colonia und Villa Española. 1999 stand er im Kader des seinerzeitigen Zweitligisten Villa Española und wechselte 2000 innerhalb der Segunda División zu Plaza Colonia. In der folgenden Saison qualifizierte er sich mit der Mannschaft für die höchste Liga im uruguayischen Fußball und gehörte dabei zu den Leistungsträgern. Nach einem weiteren Jahr bei Plaza Colonia wechselte er nach insgesamt 41 für den Verein absolvierten Begegnungen (elf Tore) im Jahr 2003 zum Club Atlético Peñarol. Die Montevideaner schlossen dabei einen Leihvertrag bis zum Jahresende. Dort gehörte er in der Apertura und Clausura dem Kader der Aurinegros an, für die er in der Clausura achtmal in der Primera División eingesetzt worden sein soll. In jenem Jahr wurden die Montevideaner Uruguayischer Meister. Bereits im August 2003 unterschrieb er jedoch beim spanischen Verein UD Las Palmas. Da zu jenem Zeitpunkt jedoch erst vier Spiele der Clausura 2003 mit Beteiligung Peñarols stattgefunden hatten, erscheint die Angabe von acht Einsätzen in jener Halbserie als fragwürdig.

### Wechsel nach Europa
Der Wechsel zu Las Palmas wurde für ein Jahr auf Leihbasis vollzogen. Ein Jahr später folgte der Transfer zum italienischen Drittligisten SS Sambenedettese Calcio, bei dem der Mittelfeldspieler den Sprung in den Stammkader schaffte und sich als 4. der Serie C1 für die Play-offs um den Aufstieg in die Serie B qualifizierte. In zwei Partien, in denen Bogliacino einen Treffer beisteuerte, unterlag Sambenedettese mit 3:1 im Gesamtscore gegen die SSC Neapel und verpasste somit den Aufstieg. Der Uruguayer wurde daraufhin im Sommer 2005 nach Neapel transferiert und stieg mit Napoli zur Saison 2007/08 in die Serie A auf. Im Juli 2010 wurde er leihweise an Chievo Verona abgegeben, dem Verein wurde zudem eine Kaufoption zugesichert. Die Saison 2011/12 verbrachte er bei der AS Bari in der Serie B. In der Spielzeit 2012/13 stand er bei der US Lecce in der Lega Pro Prima Divisione unter Vertrag. In jener Spielzeit absolvierte er dort 26 Ligapartien, erzielte zehn Treffer und belegte mit seinem Team den zweiten Tabellenplatz. Zudem wurde er in vier Play-off-Partien eingesetzt, wobei er ein weiteres Tor schoss. In der Saison 2013/14 stand er 22-mal auf dem Platz (sechs Tore). Hinzu kam die Mitwirkung in fünf Play-off-Spielen ohne persönlichen Torerfolg. In der Spielzeit 2014/15 lief er zwölfmal (zwei Tore) in der Liga auf. Anschließend wechselte er innerhalb Italiens zu Martina Franca, wo er bis zu seinem letzten Einsatz am 20. Dezember 2015 16-mal (kein Tor) in der Liga eingesetzt wurde. Anfang Februar 2016 kehrte er nach Uruguay zurück und schloss sich Plaza Colonia an. Dort lief er bis zum Saisonende in elf Erstligaspielen (kein Tor) auf und wurde mit dem Klub uruguayischer Vizemeister. In der Spielzeit 2016 bestritt er 14 Ligapartien (ein Tor) und zwei Begegnungen (kein Tor) in der Copa Sudamericana 2016.

## Nationalmannschaft
Bogliacino war Teil des uruguayischen Teams, das bei den Panamerikanischen Spielen 1999 teilnahm, die Vorrunde jedoch nicht überstand.